# Polystachya asper
Polystachya asper är en orkidéart som beskrevs av Phillip James Cribb och Podz. Polystachya asper ingår i släktet Polystachya och familjen orkidéer.
Artens utbredningsområde är Zambia. Inga underarter finns listade i Catalogue of Life.